# Hanson (Massachusetts)
Hanson – miasto w Stanach Zjednoczonych, w stanie Massachusetts, w hrabstwie Plymouth.